# 捷韋利伊夫卡
50°7′56″N 28°0′35″E / 50.13222°N 28.00972°E
捷韋利伊夫卡（烏克蘭語：Тевеліївка），是烏克蘭北部的村莊，隸屬日托米爾州的日托米爾區。該村始建於1880年，面積45.4平方公里，海拔高度243米，2001年人口61。